# Accumbenskärnan

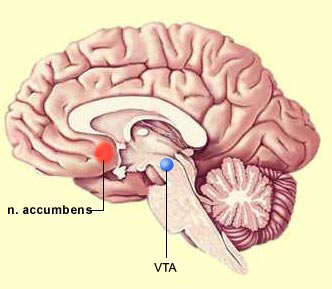

Accumbenskärnan (latin: nucleus accumbens) utgör en del av de basala ganglierna tillsammans med putamen (skalkärnan) och globus pallidus (bleka kärnan) och räknas till det limbiska systemet. Namnet härstammar från latinets accumbo, vilket kan översättas till ungefär "att ligga till bords tillsammans". Med detta åsyftas att accumbenskärnan ligger till bords med svanskärnans huvud, samt putamen.
Accumbenskärnan hittas utanför de laterala ventriklarna (1 och 2), vid svanskärnans huvuds nedre främre del och gränsar bakåt mot putamen.
Accumbenskärnan ingår i hjärnans belöningssystem och tar emot signaler från bland annat area tegmentalis ventralis och frontallobens in- och undersidas hjärnbark.
Accumbenskärnan är involverad vid drogberoende och tros även vara inblandad i hur vi med exempelvis ansiktsuttryck och kroppsspråk kan förmedla olika känslolägen.
I en studie från 2013 hittades ett samband mellan exponering för tillbakahållna, glada ansiktsuttryck (så kallade mikrouttryck) och bilateral aktivering i accumbenskärnan.